# 장크트 야코프 파르크
장크트 야코프 파르크(독일어: St. Jakob Park, 독일어 발음: [zaŋkt ˈjaːkɔb ˌpark] ( 듣기))는 스위스의 스포츠 경기장이다. 이 경기장은 스위스 내에서 가장 큰 경기장이며 현재 FC 바젤의 홈구장으로 사용된다. 지역주민들은 이 경기장을 "요겔리"(독일어: Joggeli)라는 별명으로 부르는데, 처음 지어졌을 때 수용인원은 38,500명이었다. 수용인원은 유로 2008을 스위스와 오스트리아에서 공동개최하게 되면서 확장되어 현재의 42,500명을 수용할 수 있는 구장이 되었다.
경기장은 크게 A, B, C, D의 네 개의 구획으로 나뉜다. 각 구획은 경기장의 한쪽 면씩 차지하고 있으며, G 구역은 나중에 추가로 건설된 상부 발코니 부분이다. 장크트 야코프 파르크는 지어진 지 얼마 되지 않은 경기장이다. 경기장 건설은 1998년 12월 13일에 이전에 존재했던 장크트 야코프 경기장을 대체하기 위해 시작되어, 2001년 3월 15일에 재개장하였다. "장크트 야코프 파르크 경기장 조합협동체"(Genossenschaft S.J.P)라는 명칭의 회사가 경기장을 관리하는 공식 업체이지만, 경기장은 현재 홈구장으로 사용하고 있는 FC 바젤이 관리하고 있다.
경기장 내에는 세 개의 층에 32개의 상점이 위치해 있으며, 두 군데의 레스토랑도 있다.
또한 두 개의 층에 680대의 차량을 주차할 수 있는 주차공간도 마련되어 있다.
경기장을 올때에는 버스, 전차, 기차로 올 수 있다.(경기장 고유의 기차역이 존재하고 있다.)
장크트 야코프 파르크는 유럽 축구 연맹에서 선정한 4성급 축구 경기장에 해당된다.
유로 2008 때에 장크트 야코프 파르크에서는 여섯 경기가 열렸으며, 조별리그 세 경기, 8강전 두 경기, 준결승전 한 경기가 개최되었다.
2014년 9월 19일 UEFA는 2015-16 시즌 UEFA 유로파리그 결승전을 이 곳에서 열기로 결정하였다.

## 기록

### 1954년 FIFA 월드컵
| 날짜            | 팀 1     | 스코어 | 팀 2       | 라운드         |
| --------------- | -------- | ------ | ---------- | -------------- |
| 1954년 6월 17일 | 잉글랜드 | 4 - 4  | 벨기에     | 4조            |
| 1954년 6월 19일 | 우루과이 | 7 - 3  | 스코틀랜드 | 3조            |
| 1954년 6월 20일 | 헝가리   | 8 - 3  | 서독       | 2조            |
| 1954년 6월 23일 | 스위스   | 4 - 1  | 이탈리아   | 4조 플레이오프 |
| 1954년 6월 26일 | 우루과이 | 4 - 2  | 잉글랜드   | 8강            |
| 1954년 6월 30일 | 서독     | 6 - 1  | 오스트리아 | 준결승         |

### 2002년 FIFA 월드컵 유럽 지역 예선
| 날짜           | 팀 1   | 스코어 | 팀 2         | 라운드 |
| -------------- | ------ | ------ | ------------ | ------ |
| 2001년 6월 6일 | 스위스 | 0 - 1  | 슬로베니아   | 1조    |
| 2001년 9월 1일 | 스위스 | 1 - 2  | 유고슬라비아 | 1조    |

### 유로 2008

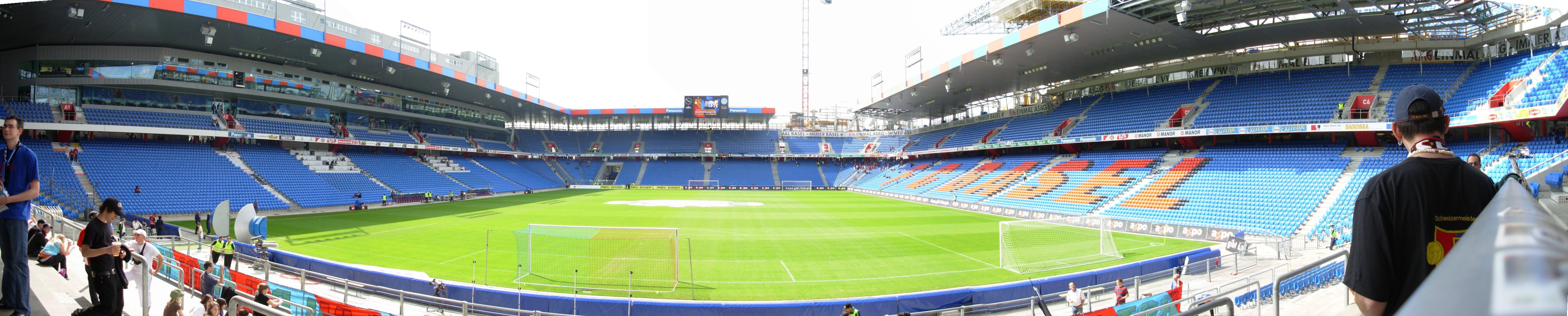
장크트 야코프 파르크

| 일자            | 시간 (CET) | 팀 #1    | 결과  | 팀 #2    | 라운드   | 관중   |
| --------------- | ---------- | -------- | ----- | -------- | -------- | ------ |
| 2008년 6월 7일  | 18.00      | 스위스   | 0 – 1 | 체코     | A조      | 39,730 |
| 2008년 6월 11일 | 21.00      | 스위스   | 1 – 2 | 튀르키예 | A조      | 39,730 |
| 2008년 6월 15일 | 21.00      | 스위스   | 2 – 0 | 포르투갈 | A조      | 39,730 |
| 2008년 6월 19일 | 21.00      | 포르투갈 | 2 – 3 | 독일     | 8강전    | 39,374 |
| 2008년 6월 21일 | 21.00      | 네덜란드 | 1 – 3 | 러시아   | 8강전    | 38,374 |
| 2008년 6월 25일 | 21.00      | 독일     | 3 – 2 | 튀르키예 | 준결승전 | 42,000 |